# Henry Hammond
Henry Edward Denison Hammond (Bath, 20 novembre 1866 – Edimburgo, 16 giugno 1910) è stato un calciatore inglese di ruolo difensore.

## Carriera

### Nazionale
Giocò la sua unica partita con la maglia della Nazionale nel 1889.